# تلمبه چاه قبری
تلمبه چاه قبری، روستایی از توابع بخش گلستان شهرستان سیرجان در استان کرمان است.

## جمعیت
این آبادی در دهستان گلستان قرار دارد و براساس سرشماری مرکز آمار ایران در سال ۱۳۹۵، جمعیت آن ۱۴ نفر (۵ خانوار) بوده‌است.